# Guillermo Masi
Guillermo Masi (La Plata, n. ca. 1950) es un director, arreglador, compositor y cantante, orientado principalmente a la música folklórica de Argentina, que integró la primera conformación del Quinteto Vocal Tiempo, antecedente directo del grupo llamado Quinteto Tiempo desde 1972. Fue arreglador musical de Opus Cuatro durante quince años. En 1985 fundó el coro Procanto Popular. Es hermano de Sara Masi, quien también integró el Quinteto Vocal Tiempo.

## Trayectoria
Guillermo Masi, en la década de 1960, integraba el Coro Escuela de Bellas Artes de La Plata y luego un conjunto folklórico llamado Los Quiaqueños. En 1966 formó el Quinteto Vocal Tiempo, junto con Alejandro Jáuregui, Eduardo Molina, Miguel Ángel Coloma y Sara Masi, dirigidos y siguiendo los arreglos de Jorge Cumbo, por entonces ya un reconocido músico de La Plata.
Desde entonces se sucedieron las actuaciones, destacándose la actuación del grupo en el Festival de Baradero y el Festival de Peñas de Mercedes. En 1967 el Quinteto Vocal Tiempo adhirió al Movimiento del Nuevo Cancionero, liderado por Armando Tejada Gómez y Mercedes Sosa, y participó en El Chasqui, un espectáculo realizado por Armando Tejada Gómez en el estadio del Club Atlético Huracán en Buenos Aires. 
En 1968 participaron en el espectáculo La Tercera Fundación de Buenos Aires, sobre textos de Armando Tejada Gómez, en el Teatro Ópera de La Plata. En enero de 1969 son contratados para actuar en el Festival de Cosquín, el más importante de la música folklórica de Argentina. 
Integró el Quinteto Vocal Tiempo en su primera grabación, en el álbum Promoción 69 (1969), junto a otras figuras destacadas del Festival de Cosquín de ese año, donde interpretan "Pobladora de luz" y "Refalosa del adiós". En 1970 grabaron su primer simple, para el sello Musicamundo, con los temas "La raíz de tu grito" y "Te recuerdo Amanda" (V. Jara). Ese mismo año graban "Canción con todos" junto a César Isella, autor de la música.
En 1970 dejó el grupo siendo reemplazado por Ariel Gravano. Luego fue arreglador musical de Opus Cuatro durante quince años. Ha realizado también arreglos para Los Trovadores y Añoranzas, entre otros grupos.
En 1985 fundó el coro Procanto Popular, del cual es director, y con el que alcanzó reconocimiento nacional e internacional, grabando cuatro álbumes. En 1990 creó el coro municipal de Villa Gesell "Villarmonías". En 1992 creó el "Coral Popular de IOMA".
Ha sido jurado de coro en casi todos los Torneos Juveniles y de la Tercera Edad Bonaerense que organiza la Provincia de Buenos Aires.
En la actualidad dirige, entre otros ,el Coro Voces para la Salud del Instituto Biológico de la Plata ,  formado por un grupo de alta calidad humana que viene realizando  presentaciones con un  objetivo social destacable.
El coro Voces para la Salud cuenta con el apoyo del Instituto  Biológico de La Plata  y es una muestra de como la cultura se puede  apoyar desde los organismos del estado.
Durante mucho tiempo este coro ensayó  en  el ámbito laboral del Instituto Biológico permitiendo así que sus empleados puedan realizar  una tarea cultural dentro del Instituto.

## Obra

### Álbumes

#### con Procanto Popular
1. Procanto, con Procanto Popular, Melopea, 1989.
2. Una canción debida, con Procanto Popular, Melopea, 1995.
3. Razón de vivir, con Procanto Popular, B&M, 2000.
4. Compartir, con Procanto Popular, B&M, 2005.